# Volby prezidenta Slovenské republiky (1993–1998)
Volba prezidenta Slovenské republiky byla stanovena v Ústavě Slovenské republiky, přesněji v ústavě, jak ji schválila Slovenská národní rada 16. prosince 1992 a jež nabyla účinnosti 1. ledna 1993, v momentě vzniku Slovenské republiky. Jelikož se forma volby prezidenta roku 1998 změnila, přestal být tento způsob volby aktuální a je tedy z jistého hlediska uzavřený. Níže jsou uvedeny všechny volby prezidenta republiky, které se uskutečnily nikoliv přímo voliči, ale nepřímo voliteli, tj. poslanci parlamentu SR.

## Volby prezidenta 1993

### Volba prezidenta 26. a 27. ledna 1993
kandidáti: Roman Kováč, Milan Ftáčnik, Antonín Neuwirth, Jozef Prokeš
- Volba se konala na veřejné schůzi parlamentu, hlasovalo se tajně.
- Volbu řídil předseda Národní rady SR Ivan Gašparovič.
- kandidát HZDS: Roman Kováč
- kandidát SDĽ: Milan Ftáčnik, bratislavský primátor
- kandidát KDH: Anton Neuwirth
- kandidát SNS: Jozef Prokeš
- V prvním kole volby nebyl zvolen žádný z kandidátů, do druhého kola postoupili kandidáti Roman Kováč (69 hlasů) a Milan Ftáčnik.
- V druhém kole získal Roman Kováč 78 hlasů a Milan Ftáčnik 31 hlasů.
- Ani v druhém kole tedy nezískal žádný z kandidátů nezískal potřebných 90 hlasů a prezident tak nebyl zvolen.
- Neúspěch Romana Kováče vykládán jako prohra Vladimíra Mečiara.

### Volba prezidenta 15. února 1993
Kandidáti: Michal Kováč
- Volbu opět řídil předseda Národní rady SR Ivan Gašparovič.
- kandidát HZDS: Michal Kováč
- Kandidát byl zvolen hned v prvním kole.
- Slavnostní inaugurace se konala 2. března 1993 v koncertní síni bratislavské Reduty.

## Volby prezidenta 1998

### Volba prezidenta 20. ledna a 6. února 1998
kandidáti: Štefan Markuš, Juraj Hraško, Augustín Kurek
- Kandidát SDK: Štefan Markuš
- Kandidát SDĽ: Juraj Hraško
- Kandidát Miroslava Kočnára: Augustín Kurek
- V prvním kole volby nebyl zvolen žádný z kandidátů, do druhého kola postoupili kandidáti Štefan Markuš (34 hlasů) a Juraj Hraško (22 hlasů). Augustin Kurek nepostoupil (získal jen 14 hlasů).
- V druhém kole získal Štefan Markuš 37 hlasů a Juraj Hraško 24 hlasů. Žádný z kandidátů nezískal potřebných 90 hlasů a prezident tak nebyl zvolen.

### Volba prezidenta 5. a 19. března 1998
kandidáti: Ladislav Ballek, Milan Fogaš
- Volba probíhala již v době, kdy nebyl úřad prezidenta obsazen.
- Kandidát SDĽ: Ladislav Ballek
- Kandidát Miroslava Kočnára: Milan Fogaš
- V prvním kole volby nebyl zvolen žádný z kandidátů, do druhého kola postoupili kandidáti Ladislav Ballek (49 hlasů) a Milan Fogaš (5 hlasů).
- Před druhým kolem se Milan Fogaš vzdal kandidatury a do druhého kola šel pouze jediný kandidát: Ladislav Ballek.
- V druhém kole získal Ladislav Ballek 50 hlasů. Nezískal však potřebných 90 hlasů a prezidentem tak zvolen nebyl.

### Volba prezidenta 16. a 30. dubna 1998
kandidáti: Milan Sečanský, Brigita Schmögnerová a Zdeno Šuška.
- Kandidát HZDS: Milan Sečanský
- Kandidát SDĽ: Brigita Schmögnerová
- Kandidát Miroslava Kočnára: Zdeno Šuška
- V prvním kole volby nebyl zvolen žádný z kandidátů, do druhého kola postoupili kandidáti Milan Sečanský (59 hlasů) a Brigita Schmögnerová (43 hlasů). Zdeno Šuška získal jen 5 hlasů a do 2. kola nepostoupil.
- V druhém kole získal Milan Sečanský 72 hlasů a Brigita Schmögnerová 47 hlasů. Žádný z kandidátů nezískal potřebných 90 hlasů a prezident tak nebyl zvolen.

### Volba prezidenta 9. května 1998
kandidát: Vladimír Abrahám
- Žádná politická strana nenavrhla svého kandidáta.
- Kandidát Miroslava Kočnára: Vladimír Abrahám.
- V prvním kole volby prezident zvolen nebyl, neboť Vladimír Abrahám získal 13 hlasů.
- Do druhého kola se nepřihlásil žádný kandidát, neboť  Miroslav Kočnár vzal svůj návrh zpět.

### Volba prezidenta 9. července 1998
kandidát: Otto Tomeček
- Kandidát HZDS, SNS a ZRS: Otto Tomeček.
- V prvním kole volby prezident zvolen nebyl, neboť Otto Tomeček získal jen 86 hlasů.
- V druhém kole volby získal Otto Tomeček také 86 hlasů, nedosáhl tak potřebných 90 hlasů a zvolen nebyl.

### Volba prezidenta 6. srpna 1998
- Žádný kandidát nebyl nenavržen.

### Volba prezidenta 3. září 1998
- Žádný kandidát nebyl nenavržen.

### Volba prezidenta 3. prosince 1998
- Žádný kandidát nebyl nenavržen.

### Volba prezidenta 17. prosince 1998
- Žádný kandidát nebyl nenavržen.